# Hobart International Airport

i7
i11
i13
Der Hobart International Airport (IATA-Code: HBA, ICAO-Code: YMHB), auf Deutsch auch Flughafen Hobart, ist ein bedeutender Verkehrsflughafen im Süden der zu Australien gehörenden Insel Tasmanien im gleichnamigen Bundesstaat. Er liegt auf dem Gebiet der Siedlungen Llanherne und Mount Rumney im Ortsteil Cambridge, der zu Clarence City gehört. Der Flughafen ist ungefähr 17 Kilometer vom Stadtzentrum der tasmanischen Hauptstadt Hobart entfernt, die auch der Namensgeber des Flughafens ist, und ist nach den Passagierzahlen der größte Flughafen Tasmaniens und einer der wichtigsten in Australien. Er wird von verschiedenen australischen Fluggesellschaften mit Zielen in Australien verbunden und von Air New Zealand mit Auckland.

## Lage

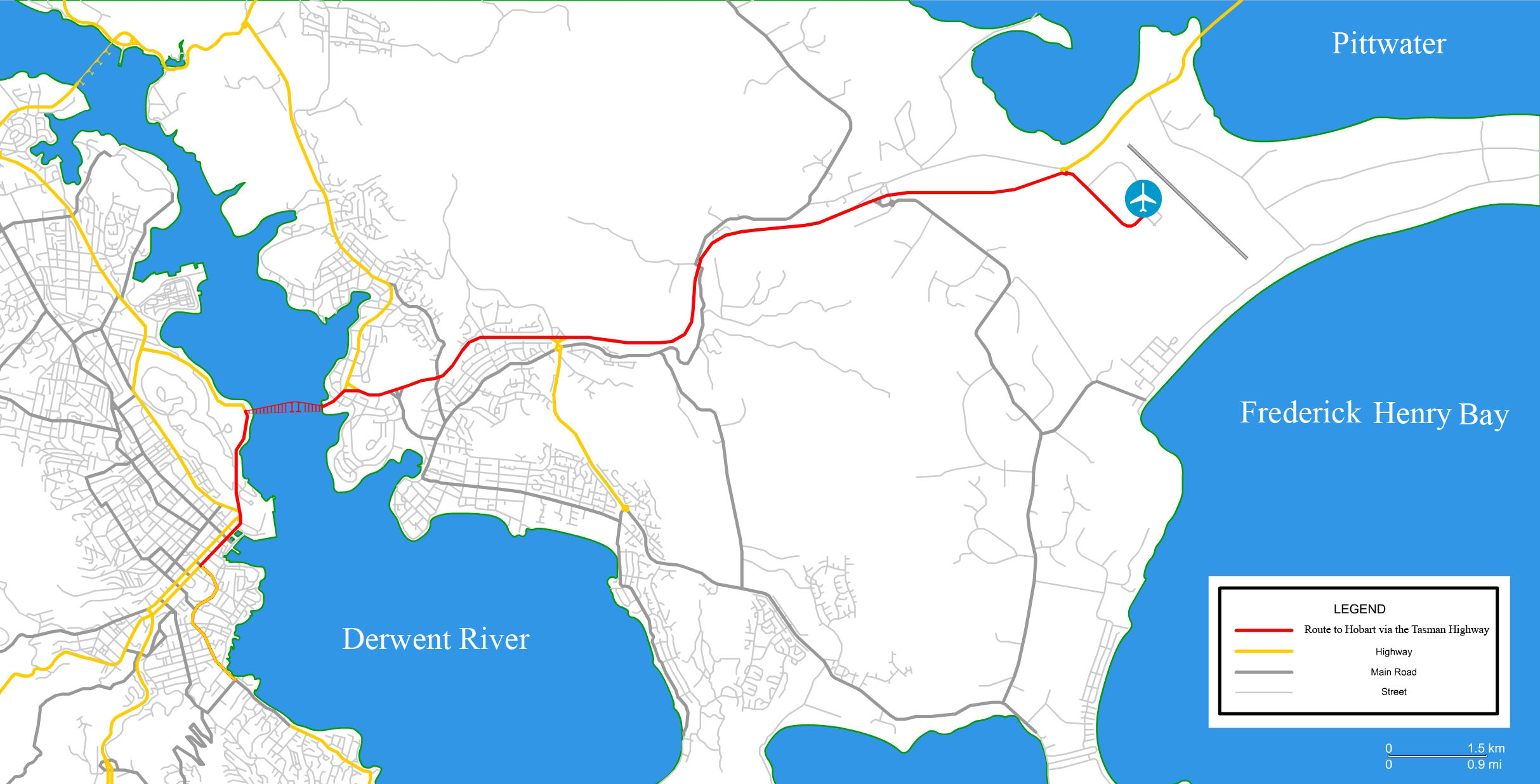
Lage des Hobart International Airport

Die einzige Start- und Landebahn des Hobart International Airport liegt ungefähr im rechten Winkel zum Ufer der südöstlich gelegenen Fredrick Hendry Bay auf dem Gebiet der Siedlung Llanherne und Mount Rumney in Cambridge, Clarence City. Er ist durch den Tasman Highway mit der Großstadt Hobart verbunden.
Der Flughafen liegt in der Nachbarschaft des Cambridge Aerodromes, des Flugplatzes, den er einst ersetzte und der heute hauptsächlich von der allgemeinen Luftfahrt benutzt wird. Die Fahrzeit zwischen den Terminals der beiden Flughäfen beträgt zirka 5 Minuten.

## Geschichte

### Planungs- und Bauphase
Bis zum Bau des Hobart International Airports war die Region um Hobart luftfahrttechnisch nur durch den Cambridge Aerodrome angebunden. Der Aerodrome war schon bald den steigenden Anforderungen nicht mehr gewachsen. Dies war einerseits durch stark gestiegene Passagierzahlen in den 1940er und 1950er Jahren bedingt. Andererseits wurden immer größere Flugzeuge eingesetzt, die nur auf längeren Start- und Landebahnen landen konnten und modernere Terminals für die Abfertigung brauchten. Um die Region nicht vom internationalen Verkehr abzuschneiden, war entweder ein umfangreiches Modernisierungsprogramm oder ein Neubau nötig. Die Forderungen nach dem neuen Flughafen wurden auch durch einen schweren Flugunfall verstärkt, bei dem am 10. März 1946 eine Douglas DC-3 der Australian National Airways kurz nach dem Start beim Seven Mile Beach ins Meer stürzte. Bei diesem bisher schwersten Unglück in der Luftfahrtgeschichte Tasmaniens starben alle 25 Personen an Bord.
Bei Verhandlungen im Januar 1947 versprach Verkehrsminister Drakeford eine Lösung des Problems und stellte auch einen Neubau in Aussicht.
Die Bauherren entschieden sich für den Bau eines neuen Flughafens; die Fläche an der Frederick Henry Bay wurde dafür als geeignet befunden. Das Gebiet liegt sehr nahe beim Cambridge Aerodrome. Der Flughafen, der in der Projekt-, Bau- und Anfangsphase den Namen Llanherne Airport trug, sollte ursprünglich im Jahr 1951 fertiggestellt sein. Die Planungen sahen Kosten in Höhe von insgesamt 760.000 Australischen Pfund vor. Davon entfielen 650.000 auf den Bau der Landebahn, der Kanalisation und des Abwassersystems. Weitere 75.000 Pfund waren für den Bau der Abfertigungseinrichtungen und anderer Gebäude sowie 35.000 Pfund für den Kauf der benötigten Grundstücke eingeplant. Die Start- und Landebahn sollte 6500 Fuß (1980 Meter) lang und 200 Fuß (60 Meter) breit werden. Der Staat förderte das Projekt, weil der Flughafen wegen der Interessen Australiens in der Antarktis für den Start von Forschungsflugzeugen in die südliche Polarregion als ideal angesehen wurde.
Beim Bau des Llanherne Airport gab es Verzögerungen und mehrmalige Änderungen der Baupläne. Die Länge der Landebahn wurde beispielsweise auf 5800 Fuß (1768 Meter) verkürzt. Hubert Lawrence Anthony, der während der Baumaßnahmen Minister für Zivilluftverkehr in Australien war, kündigte 1951 an, der Llanherne Airport werde 1952 mit leichter Verspätung den Betrieb aufnehmen.
Später wurde als Eröffnungstermin Ende 1952 angestrebt; als Grund für die Verzögerung wurden Modifikationen am Vorfeld, dem Terminal, den Rollbahnen und anderen Flughafeneinrichtungen sowie vor allem finanzielle Probleme genannt. Im Dezember 1953, mehr als zwei Jahre nach dem ursprünglich vorgesehenen Eröffnungstermin, wurden die Bauarbeiten wieder in vollem Umfang aufgenommen. Zuvor war der Baubetrieb aufgrund von Sparprogrammen stark eingeschränkt worden. Die offizielle Eröffnung des Flughafens unter dem Namen Llanherne Airport fand schließlich am 23. Juni 1956 statt, als das erste Linienflugzeug auf dem Flugfeld landete. Es handelte sich um einen 2 Stunden und 30 Minuten zuvor in Melbourne gestarteten Flug mit Zwischenstopp auf dem Flughafen Launceston bei Western Junction nahe der Stadt Launceston im nördlichen Teil Tasmaniens.

### Betrieb bis zur Privatisierung 1998
Bereits vor der Eröffnung waren große Teile der Bevölkerung und einige Regierungsangestellte für die Umbenennung von Llanherne Airport in Hobart Airport. Als Grund dafür wurde vor allem angeführt, dass er zwar in Llanherne liegt, jedoch zu Hobart gehört, und diese Stadt sei viel bekannter als Llanherne, so dass internationale Fluggäste eine bessere Vorstellung von der Lage des Flughafens hätten. Kurz nach der Eröffnung wurde er in Hobart Airport umbenannt. Bereits im ersten Betriebsjahr wurden 120.000 Passagiere abgefertigt und er war damals der fünftwichtigste Flughafen Australiens. 1957 bestand die Infrastruktur aus einem Terminal, einem Treibstoffbunker, einer hölzernen Wetterstation, einem Gebäude für die Verwaltung sowie zwei Frachthallen.
In den 1960er Jahren wuchs der Flughafen moderat. Man rechnete für den Anfang der siebziger Jahre mit 200.000 Passagieren pro Jahr. Diese Prognosen wurden jedoch 1973 mit rund 282.000 Passagieren übertroffen.
Um den gestiegenen Passagierzahlen gerecht zu werden, wurde ein neues Abfertigungsgebäude gebaut und 1976 eröffnet. Es ersetzte das alte Fluggastgebäude von 1956. Das Terminal wurde mehrmals umgebaut und erweitert und ist mit dem Namen Domestic Terminal (Inlandsterminal) als Teil des zusammengelegten Hauptterminals noch in Betrieb.

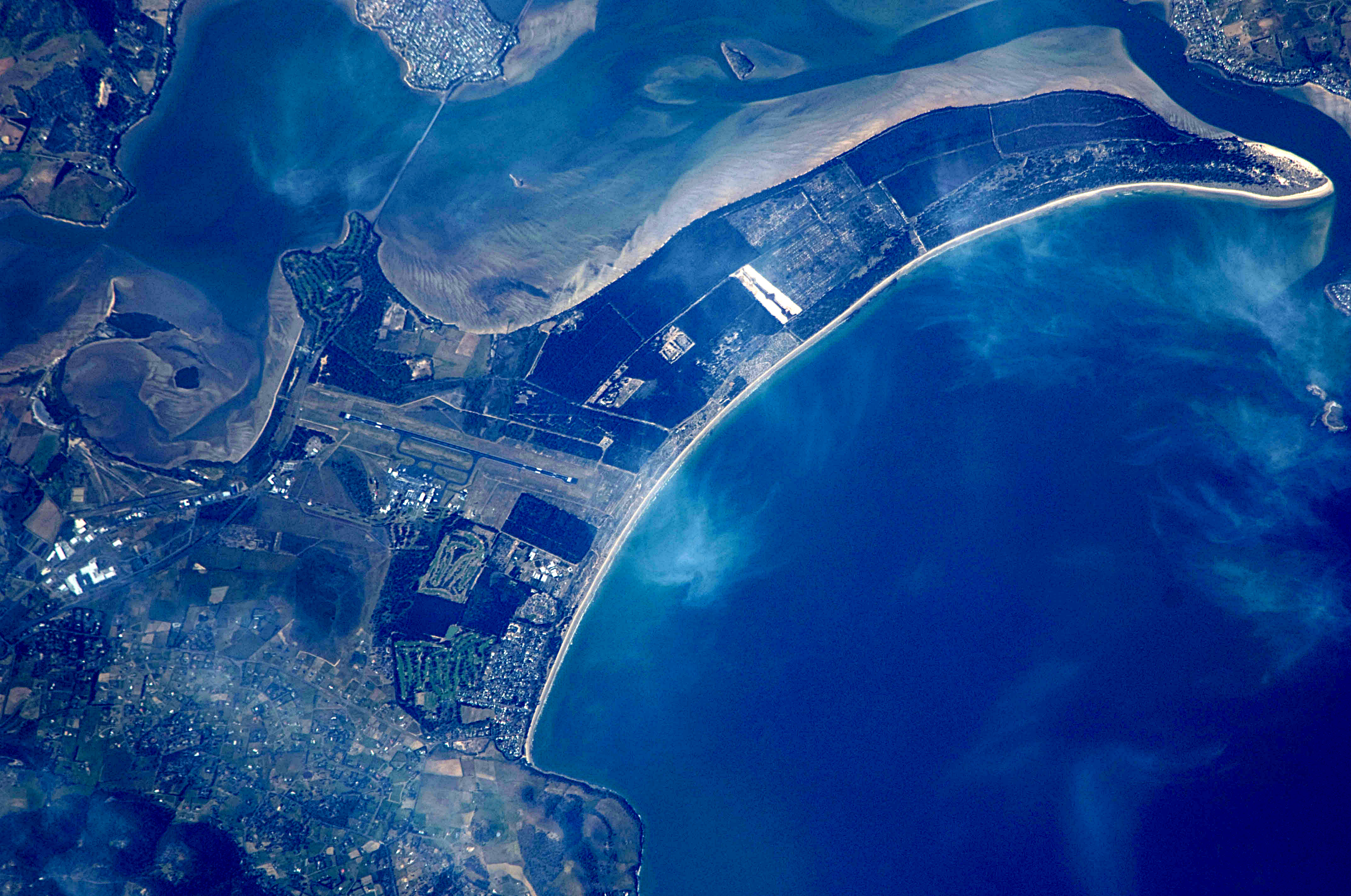
Luftbild des Hobart International Airport

1983 war der Bau eines neuen internationalen Terminals abgeschlossen, das anfangs für Flugzeuge bis zur Größe einer Boeing 727 ausgelegt war. Der nationale Flugverkehr sollte im alten Terminal abgefertigt werden, der internationale im neuen Terminal. Durch diese parallele Abfertigung war beabsichtigt, den sicherheitstechnischen Aufwand bei Inlandsflügen so gering wie möglich zu halten. Das internationale Terminal wurde 1985 erweitert, dass es Flugzeuge bis zur Größe einer Boeing 767 aufnehmen kann. Das neue Terminal wurde 1986 eröffnet. Das internationale Linienflugangebot blieb jedoch mit lediglich einer von Air New Zealand geflogenen Strecke nach Christchurch in Neuseeland vergleichsweise bescheiden. Im Zuge des Ausbaus für den internationalen Flugbetrieb wurde der Hobart Airport internationaler Flughafen und in Hobart International Airport umbenannt. Nach dem Wegfall der Christchurch-Route im Jahr 1998 werden keine regelmäßigen internationalen Flüge mehr ab Hobart angeboten, der Name Hobart International Airport blieb jedoch bestehen.
Wie viele australische Flughäfen wurde der staatliche Hobart International Airport 1988 der neugeschaffenen staatlichen Federal Airports Corporation übertragen. Dieser Flughafenbetreiber verfolgte das Ziel, alle seine Flughäfen zu privatisieren, was in der zweiten Hälfte der neunziger Jahre umgesetzt wurde. So wurde auch der vollständig im Besitz des Staates befindliche Flughafen von Hobart im Mai des Jahres 1998 privatisiert.

### Privatisierung
Im Mai verpachtete die Federal Airports Corporation den Hobart International Airport für 35 Millionen Dollar an die Hobart International Airport Pty Ltd. Die Privatisierung geschah im Zuge des Airports Act 1996, mit dem in den darauffolgenden Jahren alle Flughäfen, die sich im Besitz der Federal Airports Corporation befanden, neue Betreiber erhielten. Der neue Betreiber musste sich verpflichten, in der nächsten Zeit in zwei Abschnitten insgesamt 5,5 Millionen Dollar in den weiteren Ausbau des Flughafens zu investieren.
Der Vertrag, der am 11. Juni 1998 in Kraft trat, hatte eine Laufzeit von 50 Jahren mit der Option, ihn um weitere 49 Jahre zu verlängern. Nach Ablauf der vereinbarten Zeit, also am 11. Juni des Jahres 2097 beziehungsweise 2048 wäre der Flughafen an die australische Regierung zurückgefallen. Der neue Betreiber, die Hobart International Airport Pty Ltd. (HIAPL), war eine Tochter des Hafenbetreibers Tasmanian Ports Corporation und da die Lokalregierung Tasmaniens auch der Eigentümer der Tasmanian Ports Corporation ist, gehörte der Flughafen somit indirekt der Lokalregierung.
Inzwischen befindet sich der Flughafen jedoch nicht mehr in öffentlicher Hand, da die Hobart International Airport Pty Ltd. an das Tasmanian Gateway Consortium verkauft wurde. Die Kaufverhandlungen begannen im Sommer 2007 und wurden am 9. Januar 2008 abgeschlossen. Der Preis betrug 352 Millionen Dollar, wovon 350,5 Millionen auf den Kauf und die restlichen 1,5 Millionen auf Waren- und Dienstleistungssteuer (GST) entfielen. Am Tasmanian Gateway Consortium ist die Macquarie Global Infrastructure Fund III mit 51,1 Prozent und die Retirement Benefits Fund Board mit 49,9 Prozent beteiligt.

### Ausbau und Entwicklung nach der Privatisierung
Nach dem Verkauf des Hobart International Airport wurden einige Ausbauprogramme durchgeführt. Nach der Privatisierung hatte man jedoch wie auch der Großteil der anderen Flughäfen im Land große Schwierigkeiten wegen des Konkurses der bis dahin zweitgrößten und vor allem auf dem Inlandsmarkt starken Fluggesellschaft Ansett Australia. Durch die Betriebseinstellung brachen am Hobart International Airport die Flugbuchungen schlagartig um 40 Prozent ein. Andere Fluggesellschaften fingen dies in der nächsten Zeit zwar auf, indem sie ihre Flotte vergrößerten und mehr Flüge durchführten. Trotzdem konnte die große Welle der Passagiere nicht aufgefangen werden, von denen viele ihre Flugreise nicht antreten konnten. Dies führte zu einer erheblichen Verringerung der Passagierzahlen im Jahr 2001.

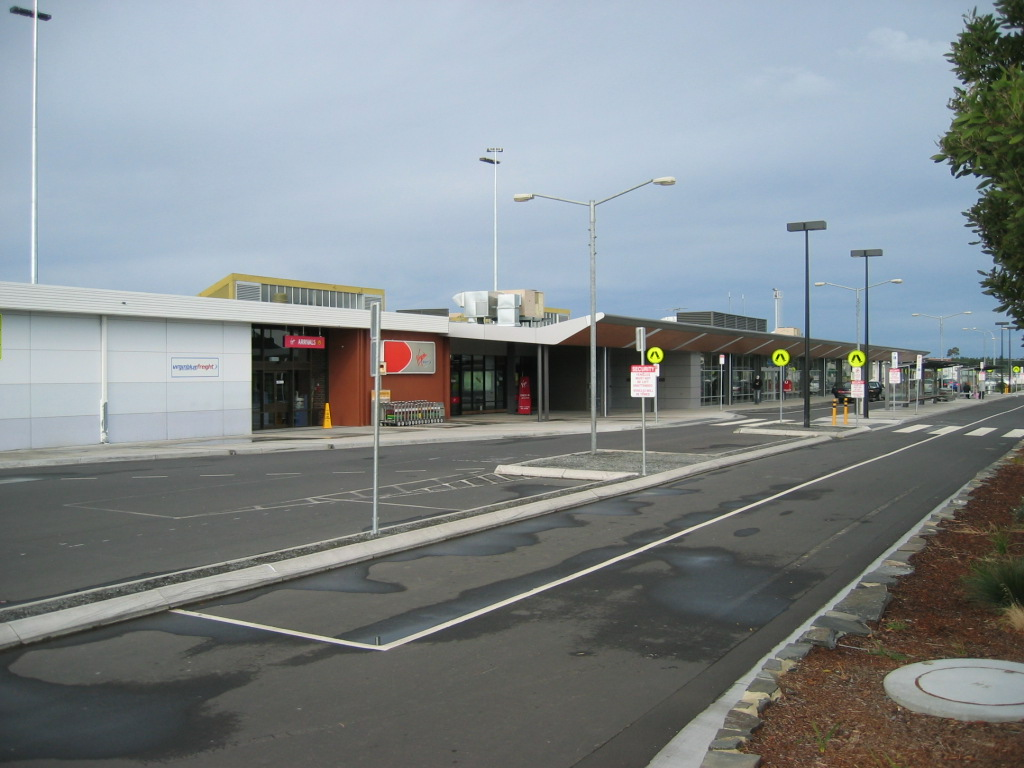
Der gemeinsame Check-in-Bereich des nationalen und internationalen Terminals des Hobart International Airport

2004 wurden dann Arbeiten, insbesondere am Inlandsterminal, vorgenommen, die auch kleinere Erweiterungen sowie eine umfangreiche Sanierung der Fluggastgebäude umfassten. Auch an Rollbahnen und Vorfeldern wurden Modifikationen vorgenommen sowie Ausbaumaßnahmen an den Parkanlagen für Autos durchgeführt. Im selben Jahr wurde der Masterplan für die nächsten Jahre festgelegt. Ende 2007 wurde ein neues Gepäckbeförderungssystem installiert und die dazugehörige Check-in-Halle zwischen den beiden Passagierterminals eingeweiht, womit diese als ein Terminal mit zwei Flügeln zu bezeichnen sind. Die Investitionskosten für das gesamte Vorhaben beliefen sich auf 18 Millionen Dollar.
Nach dem Verkauf des Flughafens an das Tasmanian Gateway Consortium im Jahr 2009 wurde der bereits 2004 beschlossene und noch längst nicht ausgelaufene Masterplan durch einen neuen Masterplan ersetzt. Der Grund war, dass der neue Betreiber andere Investitionsplanungen hat als der Vorbetreiber, der den alten Masterplan verfasst hatte. Der neue Plan hat eine Laufzeit von 20 Jahren und soll 2029 auslaufen.

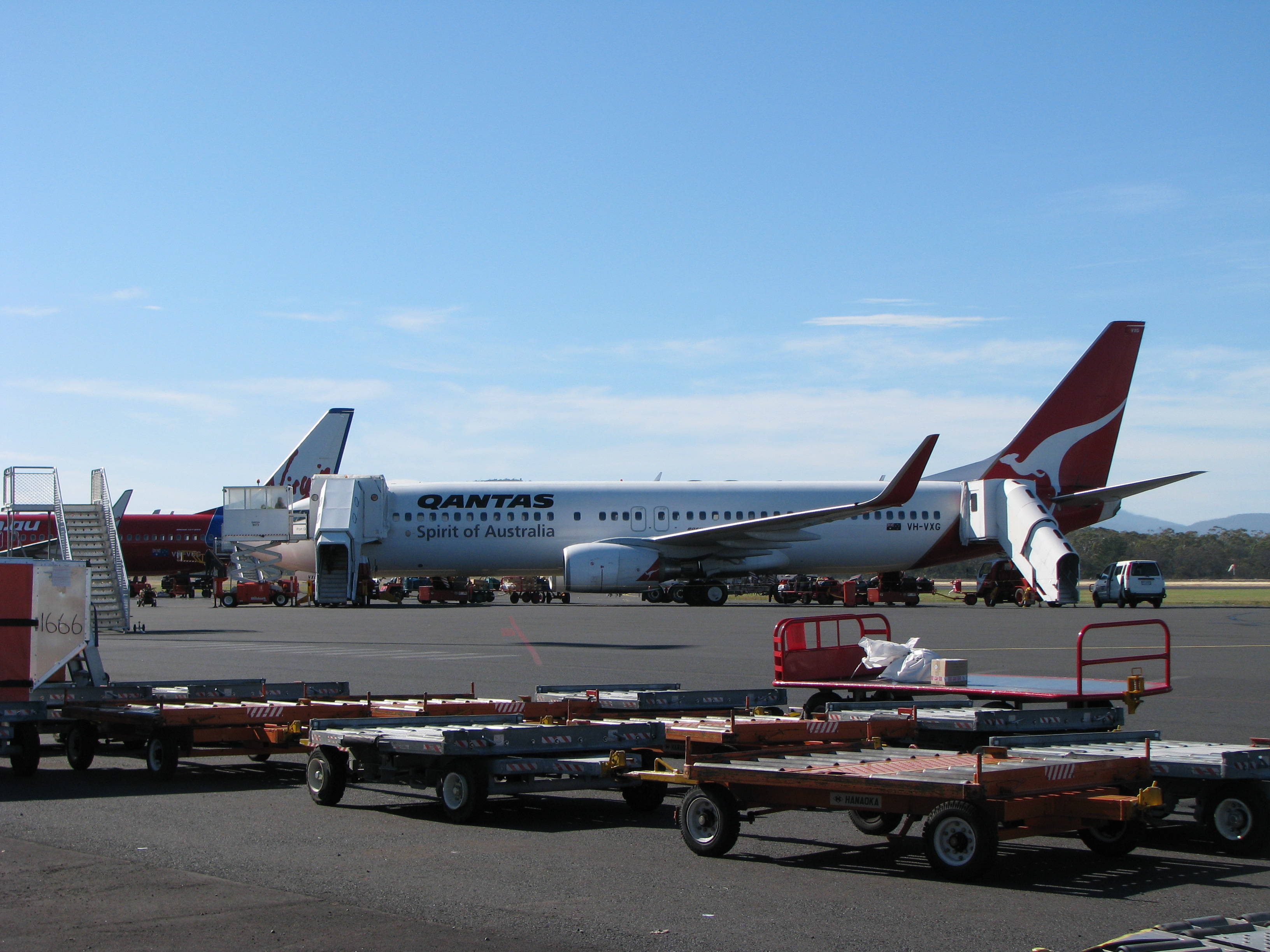
Fluggasttreppen sollen auch in Zukunft das Bild des Flughafens prägen

Der Masterplan sieht unter anderem vor, dass parallel zur bestehenden Start- und Landebahn ein Rollweg zur Effizienzsteigerung gebaut und die 2251 Meter lange Start- und Landebahn um 280 Meter erweitert wird sowie etliche Erweiterungen und Modernisierungen an den Terminals und Vorfeldern. Die Passagiere sollen jedoch weiterhin die Flugzeuge über Fluggasttreppen und nicht über Fluggastbrücken besteigen, da Fluggastbrücken längere Boardingzeiten erfordern und der Flughafen an Attraktivität bei den bedeutenden Billigfluggesellschaften verlieren könnte. Für sie spielen geringe Umlaufzeiten eine sehr große Rolle. Der Masterplan von 2009 sieht je nach der aktuellen Entwicklung eine hohe oder eine niedrige Ausbaustufe vor. Zum Beispiel soll die Zahl der knapp 500 Angestellten des Jahres 2009 stark erhöht werden. So soll die Belegschaft in der niedrigen Variante bis 2029 auf zirka 4000, in der hohen Variante auf 6000 Mitarbeiter anwachsen.
Laut den regionalen Gesetzen Tasmaniens müssen nach jeder Landung Passagiere und Gepäckstücke auf Gemüse, Obst, Blumen, Pflanzen oder Ähnliches hin durchleuchtet werden. Bei dieser Aktion, die dem Schutz der einheimischen Flora dienen soll, werden auch Spürhunde eingesetzt.
Ein Nachtflugverbot besteht am Flughafen Hobart nicht.

## Flugziele

### Entwicklung
Nach der Eröffnung des Flughafens waren die klassischen Netzwerkcarrier Australiens wie Ansett Australia und Australian National Airlines (ANA) am Flughafen führend. Mit dem Ansteigen der Passagierzahlen, vor allem durch günstigere Ticketpreise begünstigt, wuchs auch die Anzahl der Fluggesellschaften und Flugstrecken am Hobart Airport. Nach dem Bau des internationalen Terminals gab es auch als erste internationale Linienflugverbindung die Linie der Air New Zealand von Christchurch nach Hobart. Diese Flugverbindung wurde jedoch 1998 wieder eingestellt. Seitdem blieb das internationale Flugangebot auf vier bis fünf Charterflüge der Singapore Airlines von November bis Dezember mit Airbus A330 oder Boeing 777 beschränkt.

### Heute
Der Linienflugplan wird zurzeit durch die Fluggesellschaften Qantas, Virgin Australia und Jetstar bestritten, die nach Melbourne, Canberra, Sydney, Gold Coast und Brisbane im Liniendienst fliegen. Zudem ist die Regionalfluggesellschaft Tasair, die in Hobart eine Basis unterhält, im Flugverkehr innerhalb Tasmaniens aktiv.

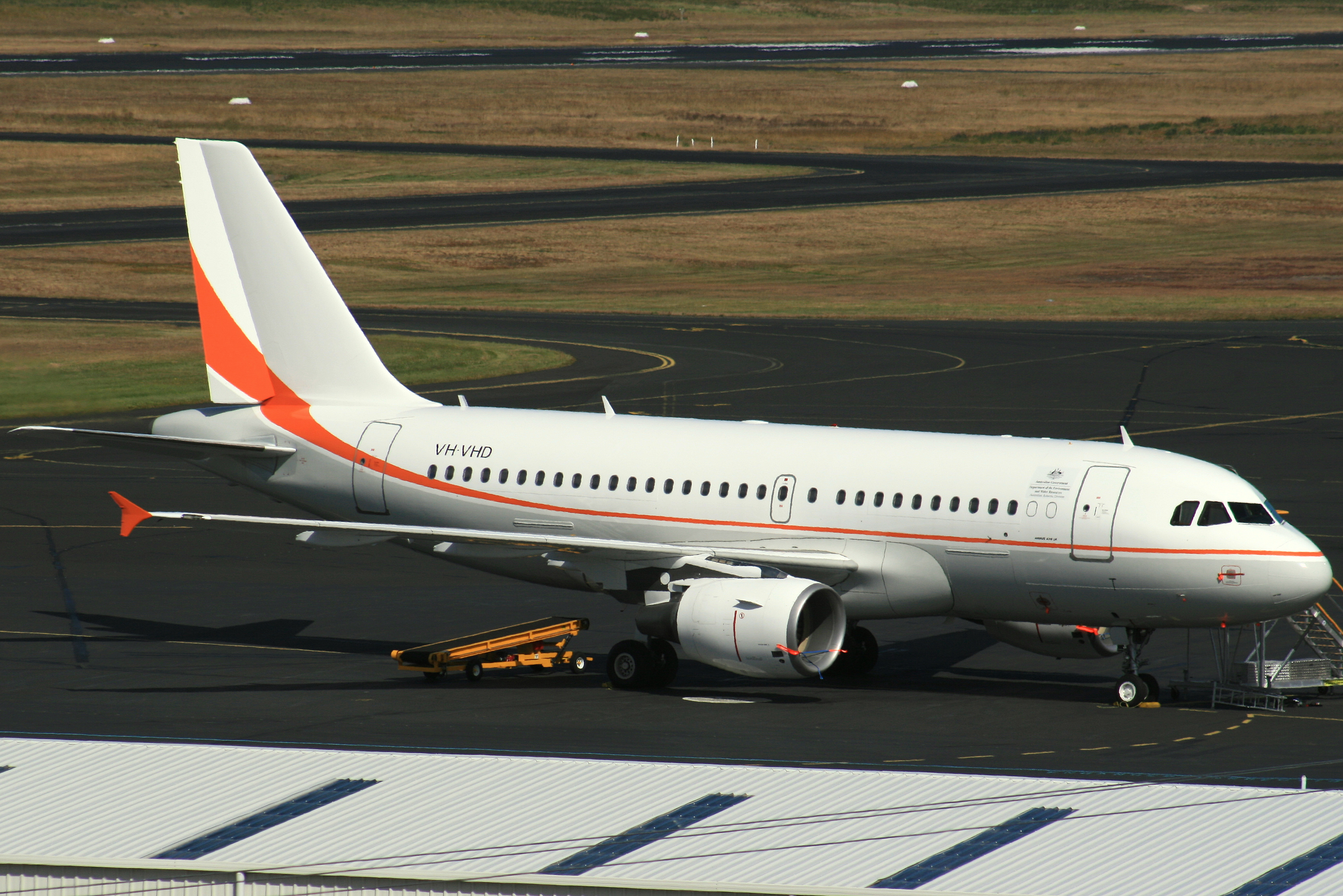
Der von Skytraders für die wöchentliche Flugverbindung in die Antarktis eingesetzte Airbus A319 auf dem Hobart International Airport

Am Hobart International Airport gibt es auch ein Sightseeing-Flugangebot. Bei einem 30-minütigen Flug mit einem Kleinflugzeug der Tasair werden zahlreiche Sehenswürdigkeiten und Ortschaften überflogen.
Am Hobart International Airport sind Luftfrachtgesellschaften wie Australian Air Express aktiv. Eine Besonderheit ist im Sommer die wöchentliche Flugverbindung der Fluggesellschaft Skytraders mit einem Flugzeug vom Typ Airbus A319 zur Wilkins Runway, etwa 70 km von der Casey-Station im australischen Antarktis-Territorium entfernt, wo das Flugzeug auf einer präparierten Schnee- und Eispiste landet. Dieselbe Fluggesellschaft führt auch unregelmäßige Flüge mit Flugzeugen vom Typ CASA C-212 zu verschiedenen anderen Zielen im australischen Antarktis-Territorium durch. Beide Flugleistungen werden im Auftrag der Regierung durchgeführt. Der Flughafen kommt damit einem der Gründe für seinen Bau als ideale Basis für Antarktisflüge nach.

## Passagierstatistik
Die folgende Tabelle enthält die Verkehrszahlen des Hobart International Airport und ihre Entwicklung seit dem Betriebsjahr 1985/86. Zirka 90 % der Passagiere entfallen derzeit auf die Routen von Hobart nach Melbourne und Sydney, auf denen mehrere Fluggesellschaften aktiv sind. Die Verkehrszahlen sind stark abhängig von verschiedenen Wirtschaftsfaktoren, wodurch sie früher teilweise stark eingebrochen, seit 2002 aber stark gestiegen sind. Im Jahr 2001 sind, wenn auch gering im Vergleich zu anderen Flughäfen, als Folge der Terroranschläge am 11. September und der Ansett-Pleite die Passagierzahlen leicht und die Zahl der Flugbewegungen stark gesunken. Auch die Hochkonjunktur in der Ferienregion Bali führte nicht unbedingt zu einem Anstieg der Passagierzahlen. Der Anstieg in den folgenden Jahren ist vor allem dem Start von Diensten der Virgin Blue, heute Virgin Australia, im Jahr 2002 und der Aufnahme Hobarts in den Flugplan von Jetstar 2004 zu verdanken. In dieser Zeit war der Hobart International Airport einer der am schnellsten wachsenden Flughäfen Australiens. Durch die Ölkrisen 2004–2005 und 2008 und der anschließenden weltweiten Wirtschaftskrise geriet die Entwicklung ins Stocken. Die Passagierzahlen stagnierten zwischen 2007/08 und 2011/12 bei ca. 1,7–1,8 Millionen pro Jahr. 2012/13 wurde jedoch erstmals die Marke von mehr als 2 Millionen Passagieren pro Jahr überschritten und in den folgenden Jahren setzte ein kontinuierliches Wachstum bis auf über 2,7 Millionen Passagieren für 2018/19 ein. Danach kam es aufgrund der globalen Corona-Pandemie zu einem Rückgang der Zahlen.

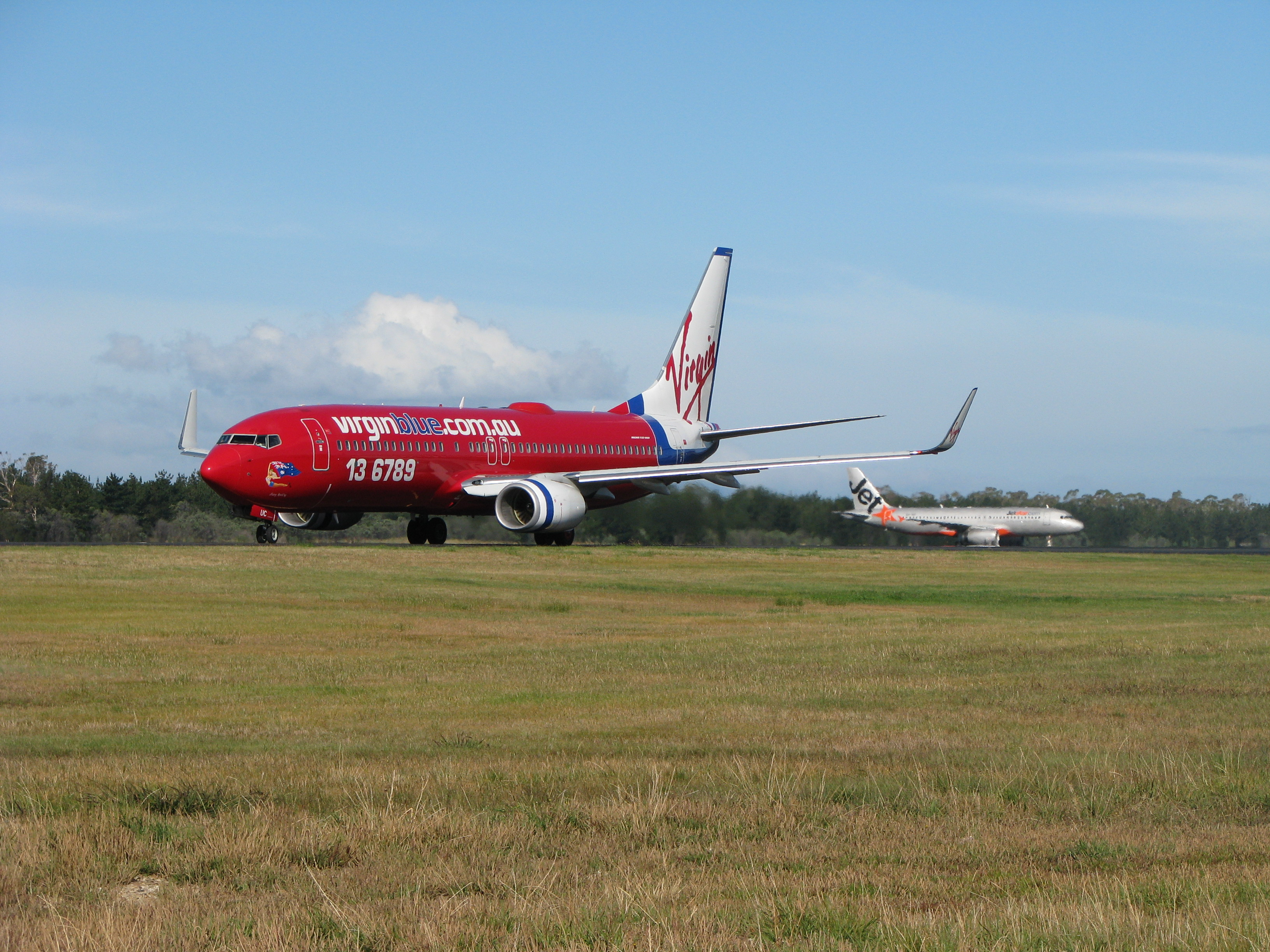
Flugzeuge von Virgin Blue und der Jetstar

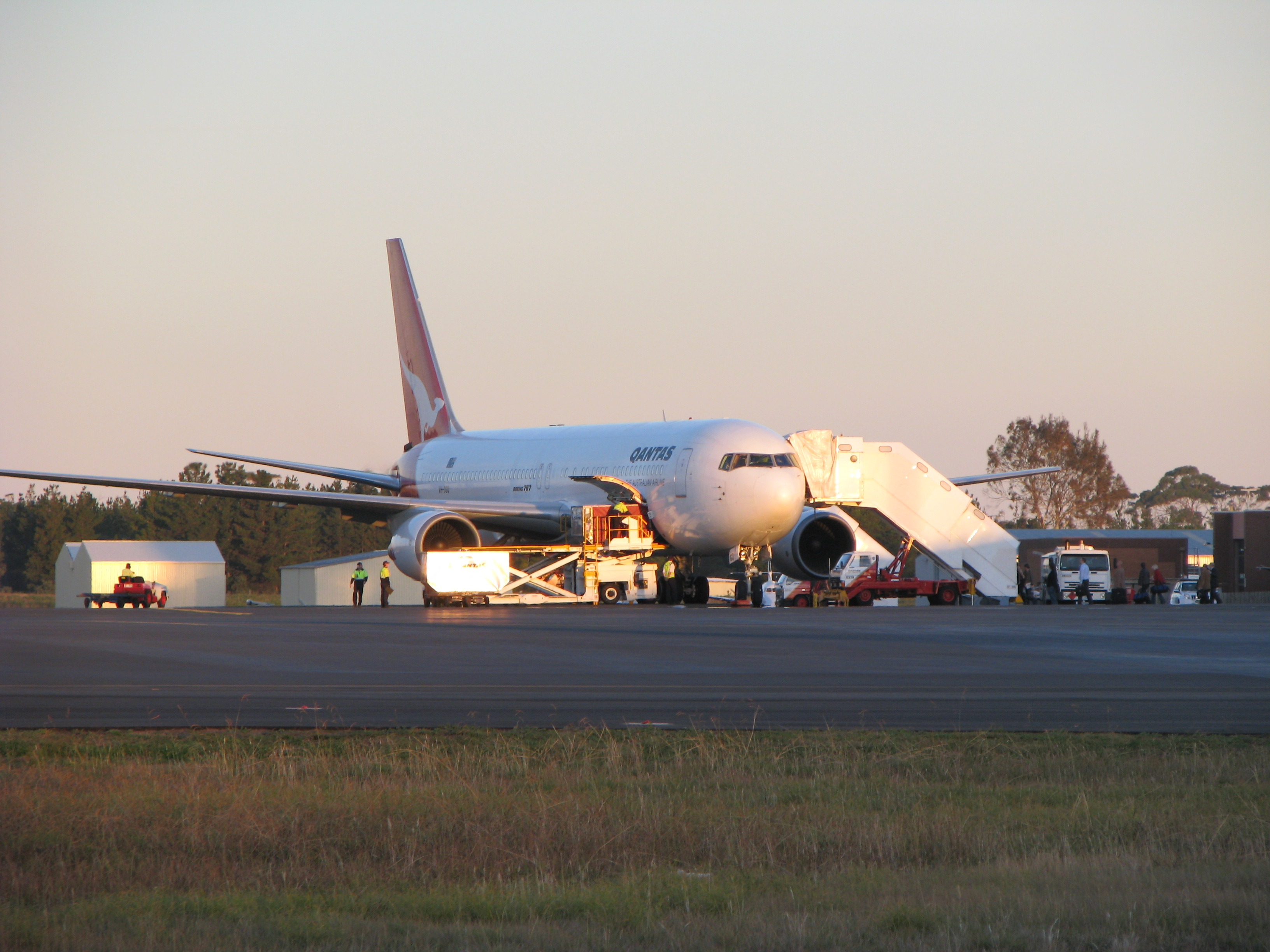
Eine Boeing 767-300 der Qantas auf dem Hobart International Airport

| Zeitraum  | Passagiere | Veränderung in % | Flugbewegungen | Veränderung in % |
| --------- | ---------- | ---------------- | -------------- | ---------------- |
| 1985/86   | 506.159    |                  | 12.200         |                  |
| 1986/87   | 494.483    | ▼ 2,3 %          | 11.728         | ▼ 3,9 %          |
| 1987/88   | 539.067    | ▲ 9,0 %          | 11.556         | ▼ 1,5 %          |
| 1988/89   | 544.051    | ▲ 0,9 %          | 10.095         | ▼ 12,6 %         |
| 1989/90   | 455.024    | ▼ 16,4 %         | 8.445          | ▼ 16,3 %         |
| 1990/91   | 590.268    | ▲ 29,7 %         | 10.140         | ▲ 20,1 %         |
| 1991/92   | 683.500    | ▲ 15,8 %         | 10.681         | ▲ 5,3 %          |
| 1992/93   | 705.658    | ▲ 3,2 %          | 10.929         | ▲ 2,3 %          |
| 1993/94   | 743.003    | ▲ 5,3 %          | 11.325         | ▲ 3,6 %          |
| 1994/95   | 815.463    | ▲ 9,8 %          | 12.381         | ▲ 9,3 %          |
| 1995/96   | 850.295    | ▲ 4,3 %          | 11.230         | ▼ 9,3 %          |
| 1996/97   | 841.222    | ▼ 1,1 %          | 9.468          | ▼ 15,7 %         |
| 1997/98   | 853.962    | ▲ 1,5 %          | 8.965          | ▼ 5,3 %          |
| 1998/99   | 860.240    | ▲ 0,7 %          | 9.697          | ▲ 8,2 %          |
| 1999/2000 | 908.647    | ▲ 5,6 %          | 10.776         | ▲ 11,1 %         |
| 2000/01   | 973.922    | ▲ 7,2 %          | 15.205         | ▲ 41,1 %         |
| 2001/02   | 957.611    | ▼ 1,7 %          | 12.266         | ▼ 19,3 %         |
| 2002/03   | 1.009.605  | ▲ 5,4 %          | 11.444         | ▼ 6,7 %          |
| 2003/04   | 1.225.645  | ▲ 21,4 %         | 12.729         | ▲ 11,2 %         |
| 2004/05   | 1.522.838  | ▲ 24,2 %         | 15.889         | ▲ 24,8 %         |
| 2005/06   | 1.605.978  | ▲ 5,5 %          | 13.764         | ▼ 13,4 %         |
| 2006/07   | 1.629.417  | ▲ 1,5 %          | 12.762         | ▼ 7,3 %          |
| 2007/08   | 1.758.241  | ▲ 7,9 %          | 13.778         | ▲ 8,0 %          |
| 2008/09   | 1.869.262  | ▲ 6,3 %          | 14.285         | ▲ 3,7 %          |
| 2009/10   | 1.855.849  | ▼ 0,7 %          | 14.380         | ▲ 0,7 %          |
| 2010/11   | 1.903.165  | ▲ 2,5 %          | 16 064         | ▲ 7,6 %          |
| 2015/16   | 2.312.939  | ▲                |                | ▲                |
| 2018/19   | 2.725.559  | ▲                |                | ▲                |
| 2019/20   | 2.073.863  | ▲                |                | ▲                |

## Flugbetriebliche Ausstattung

### Start- und Landebahn
Der Hobart International Airport verfügt derzeit über die einzige Start- und Landebahn 12/30, die bereits seit den Anfangsjahren des Flughafens existiert. Sie hat eine Länge von 2251 Metern, ist 45 Meter breit und ist mit einem Instrumentenlandesystem (ILS) ausgerüstet.
Die Start- und Landebahn 12/30 wurde zusammen mit dem Flughafen 1956 eingeweiht. Sie hatte damals eine Länge von 1768 Metern. Ursprünglich war eine mit 60 Metern breitere und mit 1980 Metern deutlich längere Start- und Landebahn vorgesehen. Die Bahn wurde 1985 bei Erweiterungen von 1768 auf 2251 Meter verlängert. Damit ist sie für Flugzeuge bis zur Größe einer Boeing 767 oder einer leicht beladenen Boeing 747 und eines Airbus A300 geeignet. Eine Boeing 747 der australischen Qantas stattete dem Flughafen bereits einen Besuch ab.
Im Masterplan von 2009 sieht der Flughafenbetreiber eine Erweiterung der Start- und Landebahn vor. Die Start- und Landebahn soll um 280 auf 2530 Meter verlängert werden. Dies entspricht einer Erweiterung um 90 Meter am nördlichen Pistenende und um 190 Meter an ihrem südlichen Ende. Zudem soll das Rollwegesystem angepasst werden. Eine zweite Start- und Landebahn ist nicht vorgesehen.

### Flugzeugbetankung
Im Jahr 2003 übernahm die australische Tochtergesellschaft des Mineralölkonzerns BP die Betankungsaufgaben am Hobart International Airport unter der Marke airbp. Dazu wurde ein neues Depot errichtet. Die Gesellschaft führt 50 Betankungen am Tag durch, die alle durch Fahrzeuge durchgeführt werden; Betankungssäulen auf dem Vorfeld gibt es nicht. Für die Betankung steht eine Anlage mit einem kleinen Bürogebäude, drei Tanks für die Kerosinlagerung mit einer Gesamtkapazität von 110.000 Litern sowie ein Tank für Flugbenzin mit einem Fassungsvermögen von 55.000 Litern zur Verfügung.

### Terminals
Der Hobart International Airport verfügt über insgesamt drei Abfertigungsgebäude für Passagiere. Die zwei wichtigsten, das internationale und das nationale Terminal, sind miteinander verbunden und haben einen gemeinsamen Check-In-Bereich zwischen den beiden Gebäuden, die Gepäckausgabe findet jedoch separat in jedem Gebäudetrakt statt. Das dritte Passagiergebäude ist das Tasair-Terminal, ein im nördlichen Bereich der Hauptterminals gelegenes, kleines separates Gebäude, das für die Fluggesellschaft Tasair benutzt wird; dort wird auch die allgemeine Luftfahrt abgewickelt. Für die Frachtluftfahrt gibt es zwei Anlagen im südlichen (Australian Air Express) und im nördlichen Teil (Virgin Australia und Toll Air Express) des Flughafens.

#### Passagierterminal

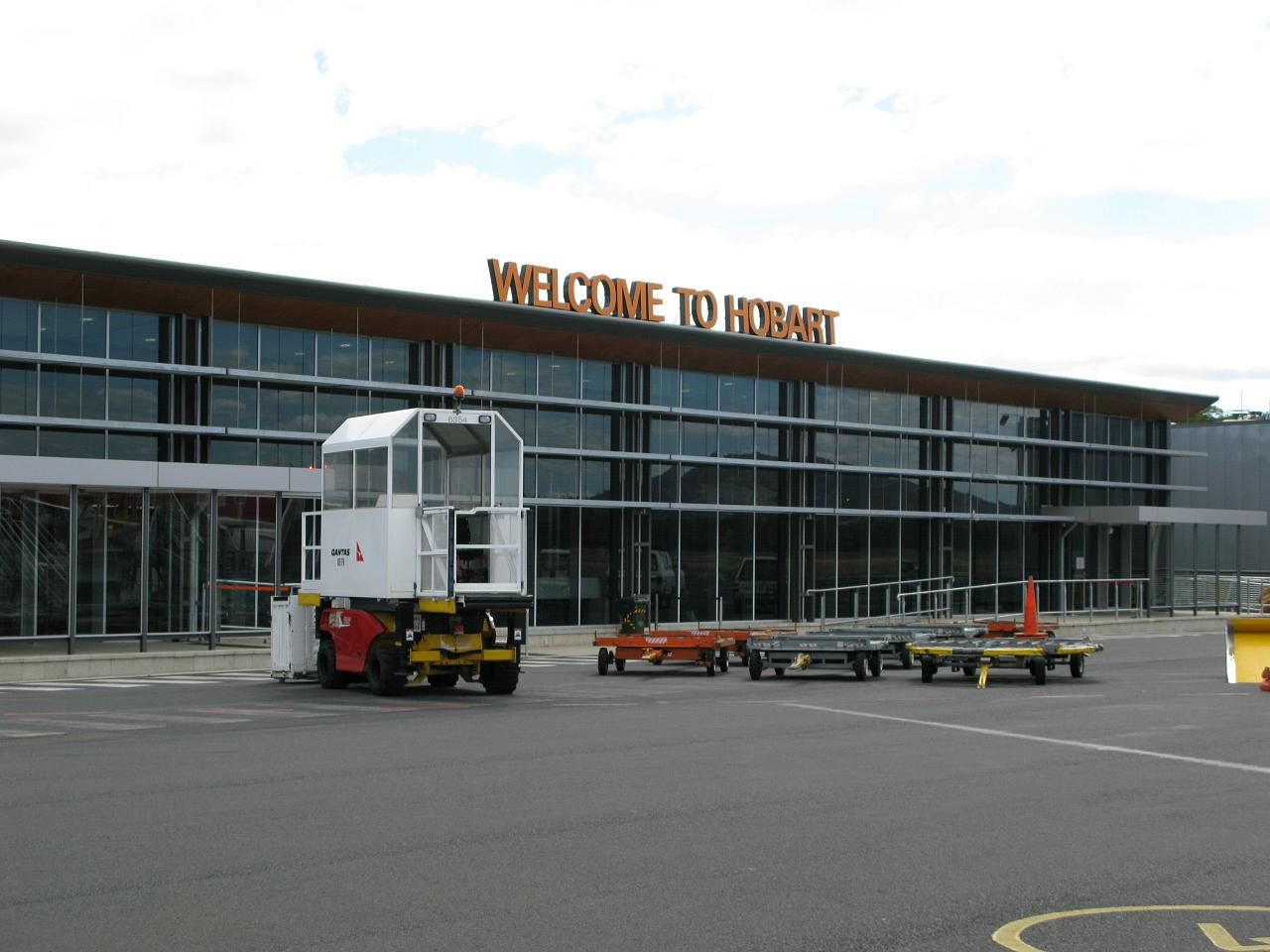
Die Luftseite des Inlandstraktes des Terminals

Das Fluggastgebäude des Hobart International Airport bestand ursprünglich aus zwei Terminals, dem internationalen und dem südlich davon gelegenen Inlandsterminal, die jedoch seit 2007 durch einen gemeinsamen Check-in-Bereich mit derzeit 20 Check-in-Schaltern und ein gemeinsames Gepäcksystem, das im Zuge der Modernisierungsarbeiten 2007 installiert wurde, verbunden sind. Das neue Gepäckfördersystem durchleuchtet die eingecheckten Gepäckstücke auf Sprengsätze und andere Gefahrgüter, bevor die Gepäckstücke in die Flugzeuge verladen werden. Die Gepäckausgabeanlagen und andere Einrichtungen befinden sich jedoch weiterhin separat in beiden Gebäuden.

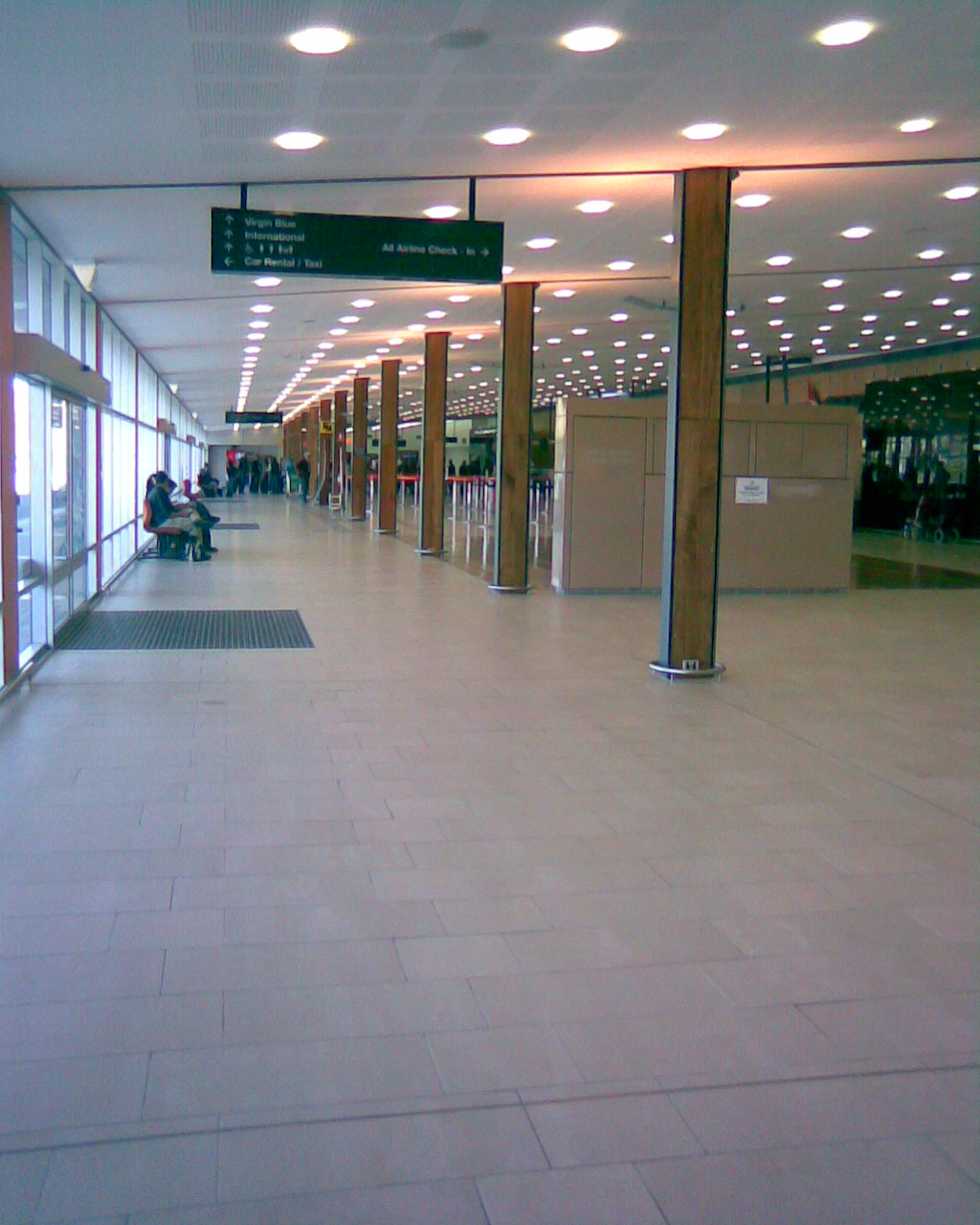
Blick in den gemeinsamen Check-In-Bereich der beiden Terminals

Der Masterplan sieht für das Terminal weitere Maßnahmen vor. So sind zum Beispiel Terminalerweiterungen und die Installation weiterer Check-in-Schalter geplant. Es ist jedoch vorgesehen, das Ein- und Aussteigen der Passagiere weiterhin über Fluggasttreppen zu bewerkstelligen. Fluggastbrücken würden die Boardingzeiten verlängern, was bei den dominierenden Billigfluggesellschaften, für die geringe Standzeiten wichtig sind, nicht gut ankäme und das Risiko einer Abwanderung zu benachbarten Flugplätzen mit geringeren Bodenzeiten erhöhte.

#### Internationales Terminal
Das ehemalige internationale Terminal nördlich vom Inlandsterminal ist einer von zwei Abfertigungsflügeln im zusammengelegten Terminal. Der Bau wurde 1983 fertiggestellt und 1985 aufgewertet, um Flugzeuge bis zur Größe einer Boeing 767 aufnehmen zu können. Der internationale Flugverkehr in Hobart blieb jedoch im Linienflugbetrieb mit einer inzwischen wieder eingestellten Flugverbindung der Air New Zealand nach Christchurch sehr bescheiden. Auch die vier bis fünf Charterflüge der Singapore Airlines von November bis Dezember mit Airbus A330 oder Boeing 777 bedeuten kein großes internationales Flugaufkommen. Deshalb wird der Trakt des ehemaligen internationalen Terminals von den Fluggesellschaften Virgin Australia und Skytraders genutzt; als Tiger Airways Australia noch nach Hobart kam, nutzte sie ebenfalls den Pier.

#### Nationales Terminal
Das ehemalige nationale Terminal südlich vom internationalen ist der andere Flügel im zusammengelegten Terminal. Der Bau, 1976 eröffnet, ersetzte das von 1956 stammende Abfertigungsgebäude. Der Gebäudetrakt wird derzeit von Qantas und ihrer Tochtergesellschaft JetStar Airlines sowie einigen anderen Fluggesellschaften genutzt.

#### Tasair-Terminal
Das Tasair-Terminal, auch Regional Passenger Terminal, ist ein kleiner, als Fluggastgebäude dienender Bau nördlich des Hauptterminals und des Frachtgebäudes der Virgin Australia und Toll Air. Es beherbergt den örtlichen Sitz der Tasair und wird zur Abfertigung ihrer regionalen Flugleistungen, zum Beispiel nach Devonport und für die ebenfalls von Tasair durchgeführten Sightseeingflüge über die Region Hobart genutzt. Das Gebäude dient auch der allgemeinen Luftfahrt, die jedoch wegen des sehr nahe gelegenen Cambridge Aerodromes, der sich darauf spezialisiert hat und den Großteil der allgemeinen Luftfahrt in der Region Hobart aufnimmt, auf dem Hobart International Airport nicht sonderlich stark präsent ist.

#### Frachtterminals
Das Frachtterminal der Australian Air Express, einer australischen Frachtfluglinie, befindet sich im südlichen Teil des Flughafens. Das dortige Gelände hat mit den zugehörigen Gebäuden und dem Vorfeld eine Größe von 10.000 m². Die Gebäude, die zur Frachtverladung dienen, sind ehemalige, mit einer Asbestbetonverkleidung versehene, Hangars.
Die Linienfluggesellschaft Virgin Australia und die Frachtfluggesellschaft Toll Air betreiben ein gemeinsames Frachtterminal im Norden des Flughafens. Es wurde im Januar 2007 eingeweiht und hat eine Gebäudegrundfläche von 1000 m². Das Gebäude besitzt einen separaten Kühlbereich für die Lagerung von Gefahrgütern, Nahrungsmitteln und Pflanzen.

## Ausstattung
In der Nähe des Flughafens steht ein neues Flughafenhotel, das Quality Hotel Hobart Airport an der Ecke von Tasman Highway und Holyman Avenue. Die Entfernung zwischen Hotel und Terminal beträgt weniger als zwei Kilometer. Das Hotel verfügt über 78 Zimmer und bietet neben diversen Servicedienstleistungen auch einen Airport Shuttle an.
Vor dem Terminal des Hobart International Airport haben diverse Autovermieter Mietwagen stationiert.

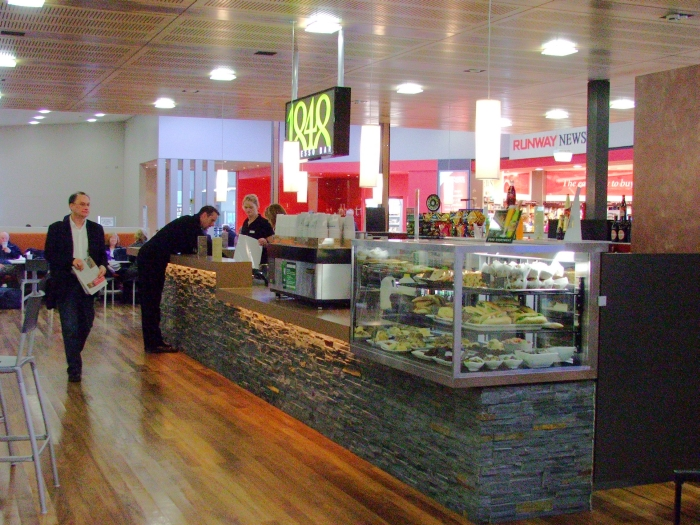
Ein Restaurant im Hobart International Airport

Direkt vor dem Terminal befindet sich ein großzügig angelegter Parkbereich für Personenkraftfahrzeuge. Die meisten Stellplätze liegen im Freien, darüber hinaus gibt es auch Parkflächen in einem Flachbau. Die Nutzung der Parkplätze ist kostenpflichtig.
Der Hobart International Airport bietet sowohl auf der Luft- als auch auf der Landseite über Einkaufsmöglichkeiten für Lebensmittel und Getränke sowie Schnellrestaurants an. Auf der Luftseite gibt es einen Duty-Free-Shop, Boutiquen und Verkaufsstellen für Zeitungen und Zeitschriften. Die luftseitigen Läden öffnen nach Aussage des Flughafenbetreibers, bevor die ersten Flüge den Flughafen verlassen und schließen, wenn der letzte Flug abgefertigt ist, wodurch eine Versorgung aller Passagiere sichergestellt sein soll.

## Anbindung
Der Transport in die umliegende Region und ins 17 Kilometer entfernte Hobart erfolgt zum größten Teil mit Personenkraftwagen meistens über die nahe am Flugfeld gelegene Autobahn Tasman Highway. Am Flughafen haben sich verschiedene Taxiunternehmer niedergelassen. Zudem verkehrt mehrmals täglich ein von der Gesellschaft Redline betriebener Flughafenbus nach Hobart. Auf seiner Route von Hobart zum Flughafen hält der Bus an mehreren Haltestellen. Die Fahrzeit bis zur Endhaltestelle beträgt zirka eine Stunde, auf der Teilstrecke zwischen dem Zentralbusbahnhof in der Hobarter Liverpool Street und dem Hobart International Airport um die dreißig Minuten. Jedoch muss der Stopp an den Haltestellen vorher bei der Gesellschaft telefonisch oder per E-Mail angemeldet werden. Die Ticketpreise für den Shuttleservice betragen (Stand: Januar 2011) für Erwachsene 15, für Kinder und Rentner zehn australische Dollar. Bei der Buchung von Hin- und Rückfahrt gibt es Ermäßigungen.

## Zwischenfälle
- Am 10. März 1946  stürzte eine Douglas DC-3/C-47-DL der Australian National Airways (Luftfahrzeugkennzeichen VH-AET) 10 Minuten nach dem Start vom Flughafen Hobart in das Mündungsgebiet des Flusses Derwent. Statt die Treibstoffversorgung umzuschalten, hatten die Piloten den Autopiloten eingeschaltet. Alle 25 Insassen, vier Besatzungsmitglieder und 21 Passagiere, wurden getötet.[57]

- Am 8. August 1951 stürzte eine Douglas DC-3/C-47A-20-DK der Trans Australia Airlines (VH-TAT) unmittelbar nach dem Start vom Flughafen Hobart in die Barilla Bay. Die Maschine befand sich auf einem Frachtflug nach Melbourne. Beide Crewmitglieder (die einzigen Insassen) kamen ums Leben.[58]